# Bandera de Trondheim
La bandera de Trondheim (Sør-Trøndelag, Noruega) és un dels símbols oficials de la ciutat i del municipi. Trondheim, a diferència dels altres municipis noruecs, compta amb una ensenya pròpia independent del seu escut. Té el següent blasonament: 
Bandera apaïsada, de proporcions dos d'alt per tres de llarg, de fons vermell, amb una rosa silvestre daurada al centre de vuit pètals, d'altura 2/3 de la del drap i amplada 11/18 de la llargària del mateix drap, al centre.

## Història
La rosa silvestre, amb diferent disseny, apareix en segells eclesiàstics des de l'edat mitjana i s'ha associat com un símbol de Sant Olaf, patró de la ciutat i de Noruega, pel que també és coneguda com rosa de Trondheim o rosa de Sant Olaf. No se sap amb certesa el perquè d'aquesta relació, però podria atribuir-se al rosassa de la Catedral de Nidaros, el santuari de Sant Olaf.
El disseny actual de la rosa de Trondheim està inspirat en la rosa Tudor d'Anglaterra, però a diferència d'aquesta, la de Trondheim té un nombre parell de pètals, cosa que a més, no succeeix a la natura.
L'ús de la rosa de Trondheim com a emblema de la ciutat va aixecar polèmica en la postguerra, perquè havia estat un símbol utilitzat pel moviment feixista de Nasjonal Samling. No va ser aprovada pel govern municipal fins al 1980 i va ser ratificat el seu ús per resolució real el mateix any.